# Message
Message (estilizado en mayúsculas), es el primer álbum de estudio del cantante y actor surcoreano Park Ji-hoon. Fue lanzado por Maroo Entertainment y distribuido por NHN Bugs el 4 de noviembre de 2020. «Gotcha» fue publicado como su sencillo principal el mismo día. La versión física está disponible en tres versiones: Me, SS y Age.

## Antecedentes y lanzamiento
El 7 de octubre de 2020, Maroo Entertainment anunció que Jihoon lanzaría su primer álbum de estudio, y que mostraría una nueva imagen del cantante. El 23 del mismo mes, la primera imagen teaser fue publicada con la cronología del disco, junto con la fecha del regreso. Del 22 al 2 de noviembre, se lanzaron imágenes y vídeos teaser. Entre estos vídeos, hay un primer teaser del videoclip lanzado el 2 de noviembre, así como una mezcla de canciones que aparecen en el álbum bajo el título «Highlight Medley», lanzado el mismo día. El disco marca el ingreso de Jihoon a un lado más maduro en géneros como el hip hop y la música indie.
Message fue lanzado oficialmente el 4 de noviembre a través de varios portales de música, incluyendo iTunes.

## Lista de canciones
Créditos adaptados de Melon.

| Message |                                                 |                              |                                  |          |  |
| N.º     | Título                                          | Letras                       | Música                           | Duración |  |
| 1.      | «Waterfalls (Intro)»                            | Tenzo, Kibi, Papermaker      | Tenzo, $$ AM                     | 1:07     |  |
| 2.      | «Gotcha»                                        | Tenzo, Kibi                  | Tenzo, Im Soo-ho, N! Ko, Alawn   | 3:24     |  |
| 3.      | «Hit it Off» (featuring Penomeco)               | Penomeco, Damian             | Penomeco, N-Soul, Nod            | 2:59     |  |
| 4.      | «Rolling»                                       | Tenzo, Kibi, EB, Papermaker  | Tenzo, $$ AM, Loogone            | 3:36     |  |
| 5.      | «50-50» (featuring EB)                          | Tenzo, Kibi, EB, Papermaker  | Tenzo, $$ AM, Muna               | 3:16     |  |
| 6.      | «Dress Code» (featuring Punchnello)             | Penomeco, Damian, Punchnello | Penomeco, N-Soul                 | 3:27     |  |
| 7.      | «Whisper» (귓속말)                              | Kibi, Tenzo, Papermaker      | Tenzo, $$ AM, Muna               | 3:14     |  |
| 8.      | «Tomorrow»                                      | Im Soo-ho, Limgo, Woong Kim  | Im Soo-ho, Woong Kim, Papermaker | 3:19     |  |
| 9.      | «Scenario» (시나리오; featuring Sweden Laundry) | Kibi, Tenzo, Papermaker      | Tenzo, Loogone, $$ AM            | 3:06     |  |
| 10.     | «MayDay»                                        | Wwwave, Papermaker           | Wwwave                           | 3:16     |  |
| 30:38   |                                                 |                              |                                  |          |  |

## Posicionamiento en listas
| Lista (2020)         | Mejor posición |
| -------------------- | -------------- |
| Corea del Sur (Gaon) | 9              |

## Historial de lanzamiento
| País          | Fecha                  | Formato(s)           | Distribuidora                 |
| ------------- | ---------------------- | -------------------- | ----------------------------- |
| Corea del Sur | 4 de noviembre de 2020 | CD, descarga digital | Maroo Entertainment, NHN Bugs |
| Varios        | 4 de noviembre de 2020 | Descarga digital     | Maroo Entertainment           |